# Kochinda
Kochinda är en ort i Indien.   Den ligger i distriktet Sambalpur och delstaten Odisha, i den centrala delen av landet, 1 000 km sydost om huvudstaden New Delhi. Kochinda ligger 246 meter över havet och antalet invånare är 14 081.
Terrängen runt Kochinda är platt. Runt Kochinda är det ganska tätbefolkat, med 134 invånare per kvadratkilometer. Det finns inga andra samhällen i närheten. Omgivningarna runt Kochinda är en mosaik av jordbruksmark och naturlig växtlighet.